# Centralni awyu jezik
Centralni awyu jezik (ISO 639-3: awu; ajau, auyu, avio, awju, awya, nohon), jedan od sedam awyu jezika šire ok-awyu skupine, koji se govori u regencijama Mappi i Boven Digul u Irian Jayi, Indonezija. 
Njime govori 7 500 ljudi (2002 M. Sohn). Ima 4 dijalekta. U upotrebi je i indonezijski [ind]. Nastao je podjelom jezika nohon awyu [awj; povučen] na centralni [awu] i jair awyu [awv].

## Vanjske poveznice
- Ethnologue (14th)
- Ethnologue (15th)